# گئورگ داوتیان (دولتمرد)
گئورگ هراندی داوتیان (ارمنی: Գեւորգ Հրանտի Դավթյան؛ زادهٔ ۲۴ آوریل ۱۹۴۶) یک سیاستمدار اهل ارمنستان است که از تاریخ ۱۹۹۵ تا تاریخ ۲۰۰۳ سمت نمایندگی دوره‌های اول و دوم مجلس ملی جمهوری ارمنستان را برعهده داشت.

## زندگی‌نامه
در ۲۴ آوریل ۱۹۴۶ در ایروان به دنیا آمد.